# François Bovon
François Bovon (Losanna, 13 marzo 1938 – Aubonne, 1º novembre 2013) è stato un biblista svizzero protestante, tra i maggiori esperti mondiali del Nuovo Testamento.

## Biografia
Bovon era professore emerito di storia della religione alla Harvard Divinity School e si era laureato all'Università di Losanna, ottenendo un dottorato in teologia presso l'Università di Basilea. Dal 1967 al 1993 ha insegnato presso la Facoltà di Teologia all'Università di Ginevra di cui era rimasto professore onorario. Ha ricevuto una laurea honoris causa presso l'Università di Uppsala. È stato presidente della Società Svizzera di Teologia dal 1973 al 1977.
Bovon è stato autore di numerosi libri sul cristianesimo delle origini, di cui era uno dei massimi esperti a livello mondiale, e ha co-curato il primo volume degli Écrits apocryphes chrétiens nella Bibliothèque de la Pléiade edita da Gallimard. Ha anche scritto diverse pubblicazioni sul Vangelo di Luca. Era annualmente professore ospite presso la Facoltà valdese di teologia a Roma.

## Principali pubblicazioni
- Révélations et écritures, 1993
- Nouvel Âge et foi chrétienne, 1999
- Les Derniers Jours de Jésus, Labor et Fides, 2004
- Luc le théologien, Labor et Fides, 2006
- L'Œuvre de Luc, Cerf